# Araneus pulcherrimus
Araneus pulcherrimus är en spindelart som först beskrevs av Roewer 1942.  Araneus pulcherrimus ingår i släktet Araneus och familjen hjulspindlar. Inga underarter finns listade i Catalogue of Life.